# Джеймс Лайтбоді
Джеймс Девіс Лайтбоді (англ. James Davies Lightbody; нар. 16 березня 1882 — пом. 2 березня 1953) — американський легкоатлет, який спеціалізувався в бігу на середні дистанції та стипль-чезі.

## Виступи на Олімпіадах
Триразовий олімпійський чемпіон-1904 з бігу на 800 та 1500 метрів, а також 2590 метрів з перешкодами.
На наступних Іграх-1908 так само брав участь у трьох дисциплінах — у бігу на 800 та 1500 метрів, а також бігу з перешкодами (довжина дистанції на цей раз становила 3200 метрів), — проте в жодній не потрапив до фінального забігу.

## Основні міжнародні виступи
| Рік  | Змагання                     | Місто             | Місце | Дисципліна |
| ---- | ---------------------------- | ----------------- | ----- | ---------- |
| 1904 | Олімпійські ігри             | Сент-Луїс         | 1     | 800 м      |
| 1904 | 1                            | 1500 м            |       |            |
| 1904 | 1                            | 2590 м з/п        |       |            |
| 1904 | 2                            | 4 милі (командна) |       |            |
| 1906 | Позачергові Олімпійські ігри | Афіни             | 3заб2 | 400 м      |
| 1906 | 2                            | 800 м             |       |            |
| 1906 | 1                            | 1500 м            |       |            |
| 1908 | Олімпійські ігри             | Лондон            | 1заб4 | 800 м      |
| 1908 | 1заб2                        | 1500 м            |       |            |
| 1908 | 6заб2                        | 3200 м з/п        |       |            |